# Carcharhinus brachyurus
Carcharhinus brachyurus là một loài cá mập trong chi Carcharhinus. Loài cá này phân bố ở Loài được tìm thấy chủ yếu ở các vĩ độ ôn đới. Chúng phân bố trong một số quần thể riêng biệt ở phía đông bắc và tây nam Đại Tây Dương, ngoài khơi miền nam châu Phi, trong Tây Bắc và Đông Thái Bình Dương và khắp nước Úc và New Zealand, với các ghi nhận hiện diện rải rác từ vùng xích đạo. Loài này có thể được tìm thấy tại các con sông và nước lợ cửa sông, đến những vịnh nông và bến cảng, với vùng biển xa bờ đến độ sâu 100 m hoặc hơn.